# トランプチ・エンパウ
エンパウ(Empow)は広汽グループが中国で「傳祺」ブランドで生産するコンパクトセダンであり、GA4コンパクトセダンとの差別化を図ったスポーツセダン。

## 概要
エンパウは、2020年の広州モーターショーで、EMPOW55 コンセプトとして初公開された。生産型のエンパウは、2021年に上海で開催された上海モーターショーで、GA4コンパクトの後継モデルとして正式に発表された。セダンは、GACの新しいGlobal Platform Modular Architectureに基づいている。 価格は12,880～16,790 ユーロ。

## パワートレイン
エンパウは、177hpと270Nm のトルクを持つ 1.5LターボI4エンジン、7速DCTが搭載されている。 エンパウは前輪駆動のみで、2.0Lのターボチャージャー付きエンジンに8速オートマチックギアボックスを組み合わせたバージョンと、後にハイブリッドバージョンが利用可能になった。

## 関連項目

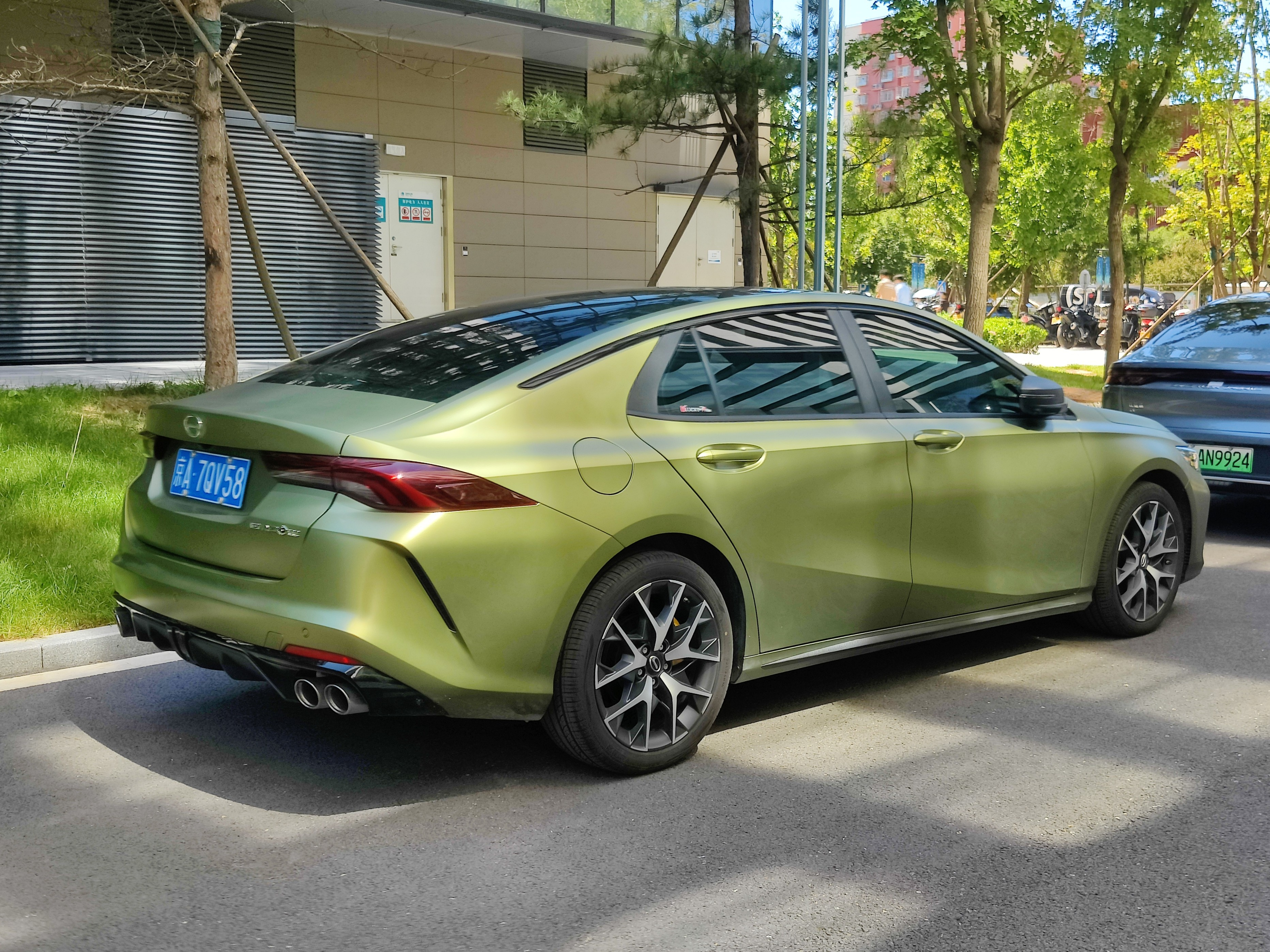
後ろからの画像